# Leutelmonte
Leutelmonte (fl. XII secolo) è un personaggio leggendario, nato a Esine in Val Camonica.

## Storia
Leutelmonte era un feudatario che agli inizi del 1100, dopo essersene impossessato, regnava su tutta la Valtenesi dalla Rocca di Manerba, presso il lago di Garda.
Si narra della sua impresa di liberare Engarda, figlia del signore di Brescia Ardiccio degli Aimoni, che il signore del castello di Breno teneva prigioniera. Salvandola l'aveva condotta con sé nel castello della Rocca di Manerba del Garda.
In seguito, all'interno di una serie di lotte con i Valvassori Bresciani, fu indotto a prendere le armi contro la città di Brescia.
Radunò circa 7000 uomini marciò con i suoi compagni Giraldo e Mazzucco, fino alle porte della città dove fu sconfitto da Ardiccio e trovò la morte in battaglia.

## Letteratura
La vita di Leutelmonte è narrata da Lorenzo Ercoliani, scrittore bresciano del XIX secolo.
Nel palazzo comunale di Esine è presente un affresco che lo ritrae.
Nel 2010 il gruppo camuno chiamato "Le Ratatüe" ha scritto una canzone dedicata a lui.